# Université catholique d'Uruguay
Pour les articles homonymes, voir UCU.
L'université catholique d'Uruguay (en espagnol : Universidad Católica del Uruguay, UCU) est une université privée uruguayenne. Créée en 1985, c'est la première université privée et d'inspiration catholique jésuite du pays.
Créée officiellement en 1985, son histoire remonte aux années 1870, avec la création de centres éducatifs catholiques. Elle est affiliée à la Compagnie de Jésus et appartient au réseau mondial des établissements scolaires jésuites. Son campus principal est réparti sur six sites dans la capitale Montevideo et il existe deux autres campus, à Punta del Este et à Salto.

## Historique

### 1876: début de l'enseignement catholique
En 1876, Mariano Soler, alors évêque de Montevideo, fonda le Lycée d'études universitaires, une université libre d'inspiration catholique pour former les jeunes à la science et à la foi. En 1886, en raison d'une législation restrictive dans le domaine des études secondaires et universitaires, le centre est fermé.

### 1954: création de l'Institut de Philosophie
Après le Congrès de l'Union Nationale de l'Enseignement Catholique où il fut proposé de créer un centre catholique d'enseignement supérieur, l'Institut de Philosophie fut fondé, à l'initiative des Sœurs du Sacré-Cœur de Jésus.
En 1967, après l'ajout des cours d'Arts, de Chimie et de Philosophie, l'institut change de nom et est rebaptisé Institut de Philosophie, des Sciences et des Lettres (IFCL). Des cours ont été dispensés en psychologie, journalisme, histoire, service social, sciences de la communication sociale, gestion d'entreprise et formation initiale.

### 1985: création de l'Université catholique
En 1981, la Conférence épiscopale de l'Uruguay a exprimé publiquement sa volonté de lancer un projet de création d'une université catholique dans le pays. En novembre, les évêques uruguayens ont publié une déclaration dans laquelle ils proposent que l'Institut de Philosophie, Sciences et Lettres soit la base du nouveau centre d'enseignement supérieur.
Le 22 août 1984, par le décret 343/984, le fonctionnement de l'Université catholique d'Uruguay "Dámaso Antonio Larrañaga" (UCUDAL) a été autorisé et ses projets d'études ont été reconnus. En 1985, l'université a ouvert ses portes, sous la direction de Luis del Castillo son premier recteur.

## Organisation

### Facultés et écoles
- La faculté des sciences de la santé ;
- La faculté des sciences de gestion ;
- La faculté des sciences humaines et des arts libéraux ;
- La faculté d'Ingénierie et de technologies ;
- L'école de commerce UCU (UCUBS) ;
- L'école doctorale UCU.

## Localisation
L'Université catholique d'Uruguay possède des campus dans trois villes du pays :
- le campus universitaire Montevideo est composé de différents bâtiments situés dans le quartier de La Blanqueada:
  - Au 2738 Avenue 8 de Octubre se trouve le bâtiment du Sacré Cœur, qui lui sert de siège[12]. Construit dans les années 1920 dans un style néoclassique par l'architecte Elzeario Boix, il abritait le Colegio Sacré Cœur, un centre éducatif pour les filles des religieuses du Sacré-Cœur de Jésus[13] ;
  - Au 2271 Estero Bellaco, se trouve le bâtiment Semprún, qui abrite l'UCU Business School (UCUBS) et l'école doctorale[14] ;
  - Au 2871 Urquiza se trouve le bâtiment Athanasius, qui abrite le Centre Ignis et constitue l'espace productif des filières de communication, d'ingénierie audiovisuelle et d'arts visuels[15].
  - Au 2715 Comandate Braga se trouve le bâtiment Mullin, qui abrite la Faculté d'ingénierie et de technologies, la Faculté des sciences de la santé et le Département des sciences naturelles et exactes[16].
  - Au 2733 Cornelio Cantera, derrière le bâtiment du Sacré Cœur, se trouve le bâtiment San Ignacio qui lui sert d'annexe, abritant les salles de classe et les zones Bedelía, Student Finance[17].
  - Au 2733 Avenue 8 de Octubre, se trouve le bâtiment Apolonia qui abrite la Clinique Universitaire de Santé et des espaces pour la faculté des sciences de la santé. Avec la construction du bâtiment San José, il s'est retrouvé absorbé par celui-ci[18].
  - Au 2831, avenue Garibaldi, le bâtiment Madre Marta abrite les bureaux de la Faculté des sciences de la santé[19].
  - Au 2728 Cornelio Cantera se trouve la Casa Xalambrí, un bâtiment du début du XXe siècle décoré de carreaux cervantins[20].
  - Au 2733 Avenue 8 de Octubre, le bâtiment San José compte cinq étages et un sous-sol. Il abrite des salles de classe, des espaces communs, un auditorium et la Clinique de Santé Universitaire, qui comprend des laboratoires, des cabinets médicaux et des bureaux de direction[21],[19].

- le campus universitaire Punta del Este est composé d'un bâtiment situé sur l'avenue Franklin D. Roosevelt et la rue Florencia[22]. En 2024, l'agrandissement du campus est annoncé avec la construction d'un nouveau bâtiment appelé San Fernando[23].
- le campus universitaire Salto est composé d'un bâtiment situé à Artigas 1251[24].

## Photographies

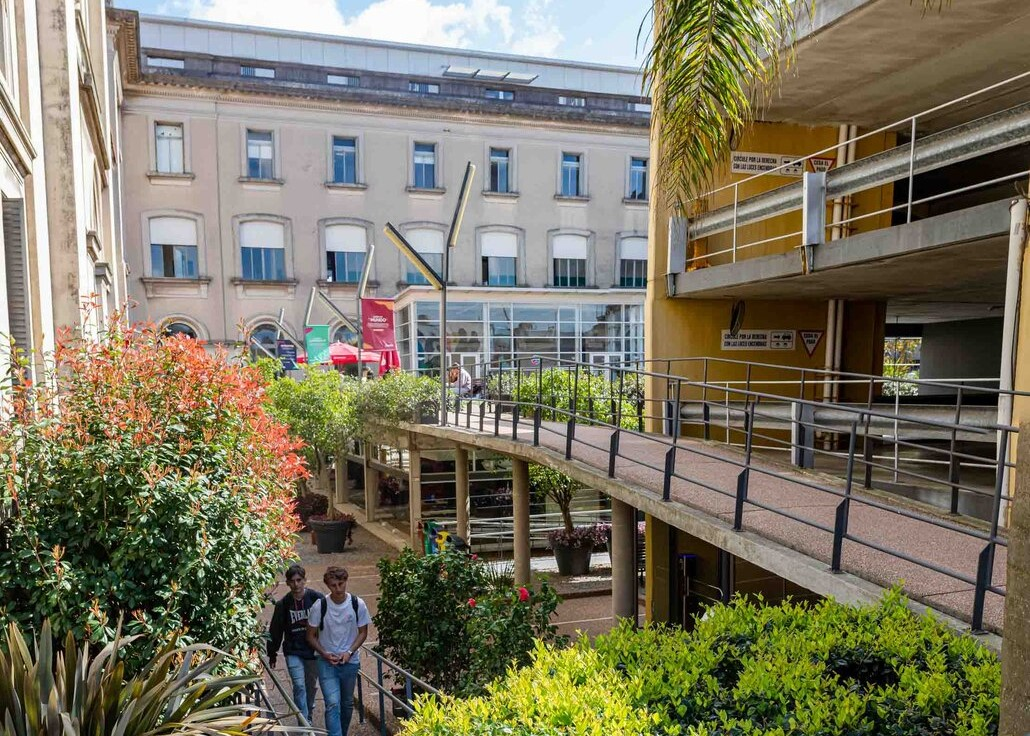
Terrasse du Bâtiment Sacré Cœur
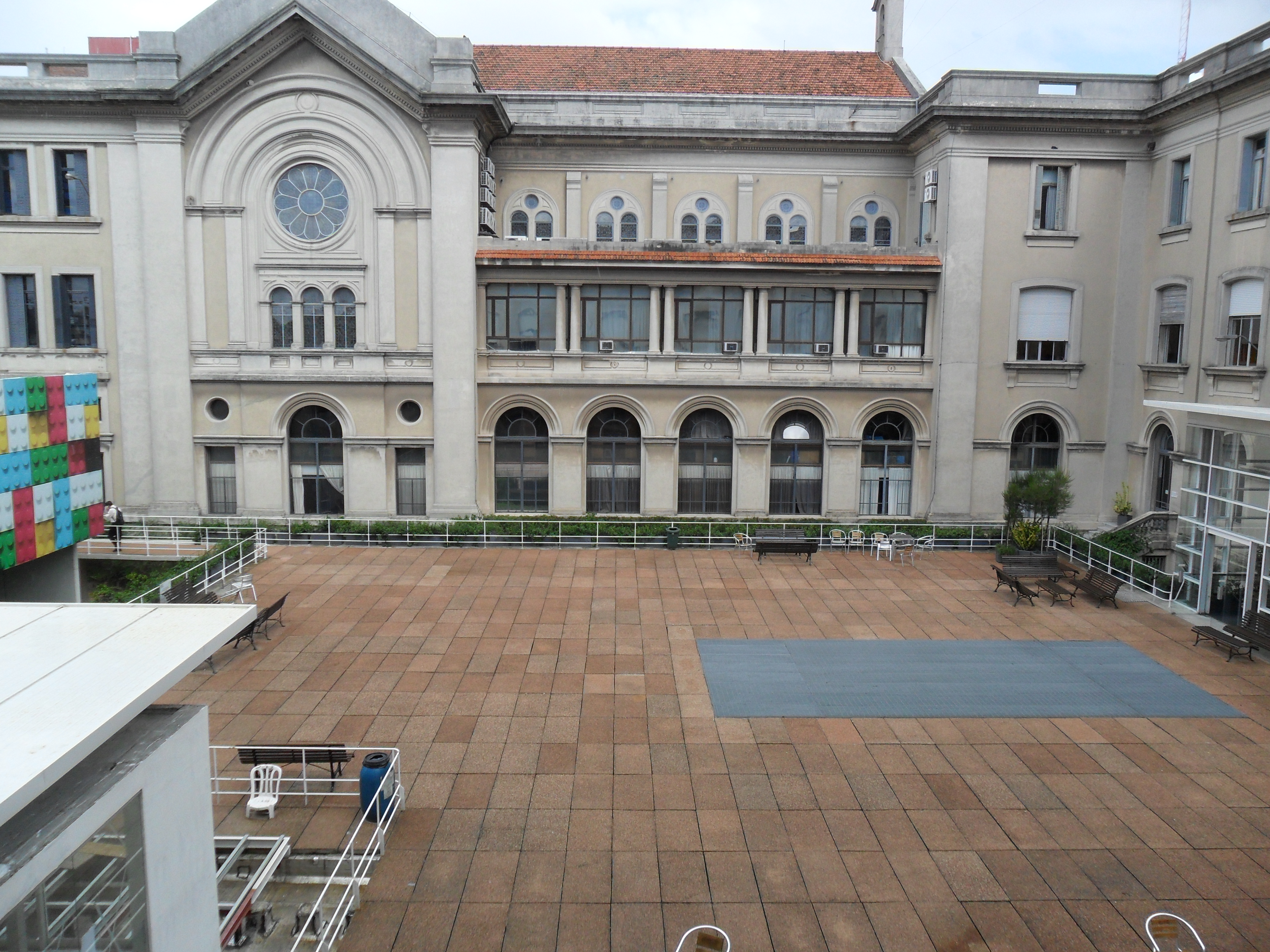
Cour du bâtiment Sacré Cœur
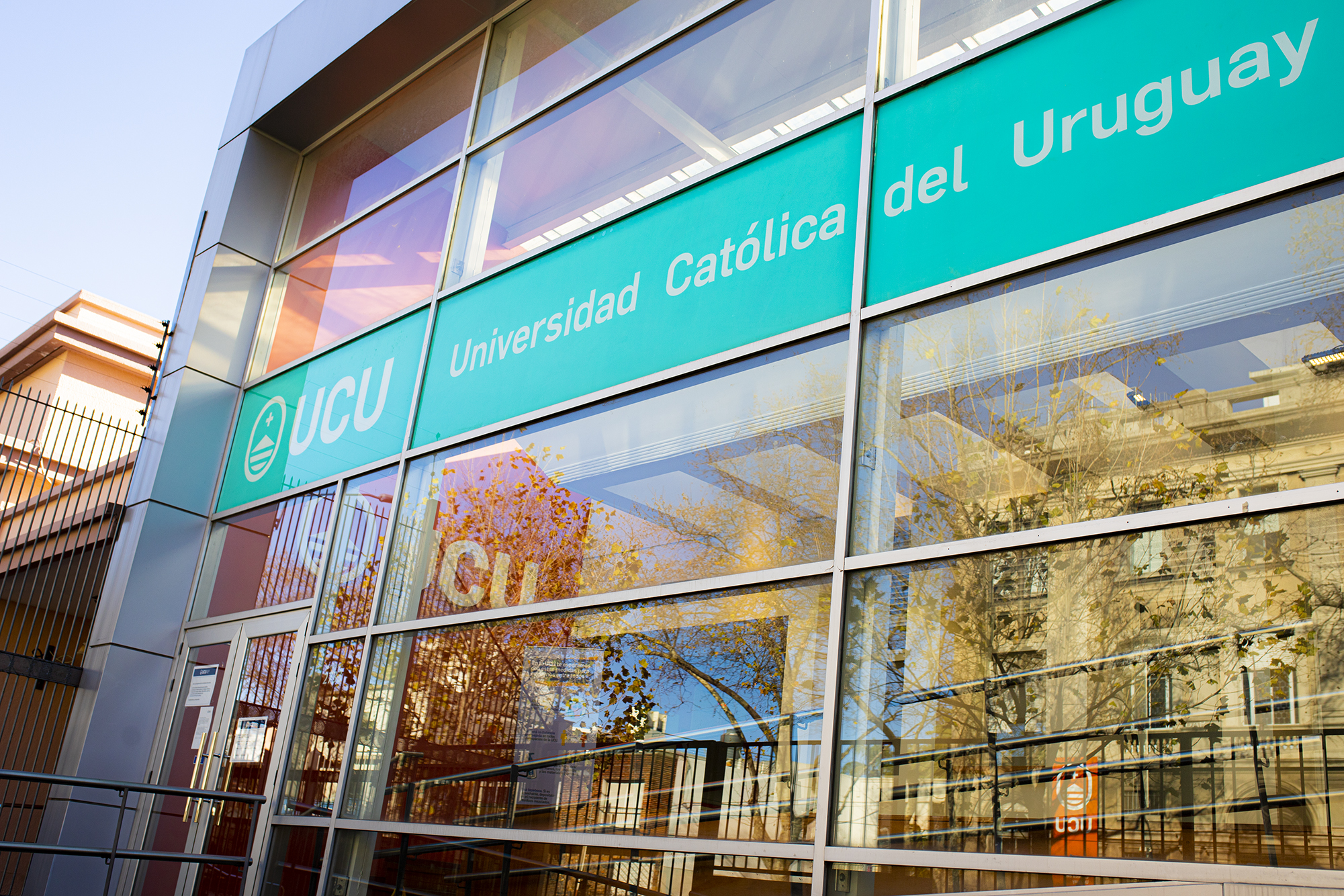
Bâtiment Apolonia
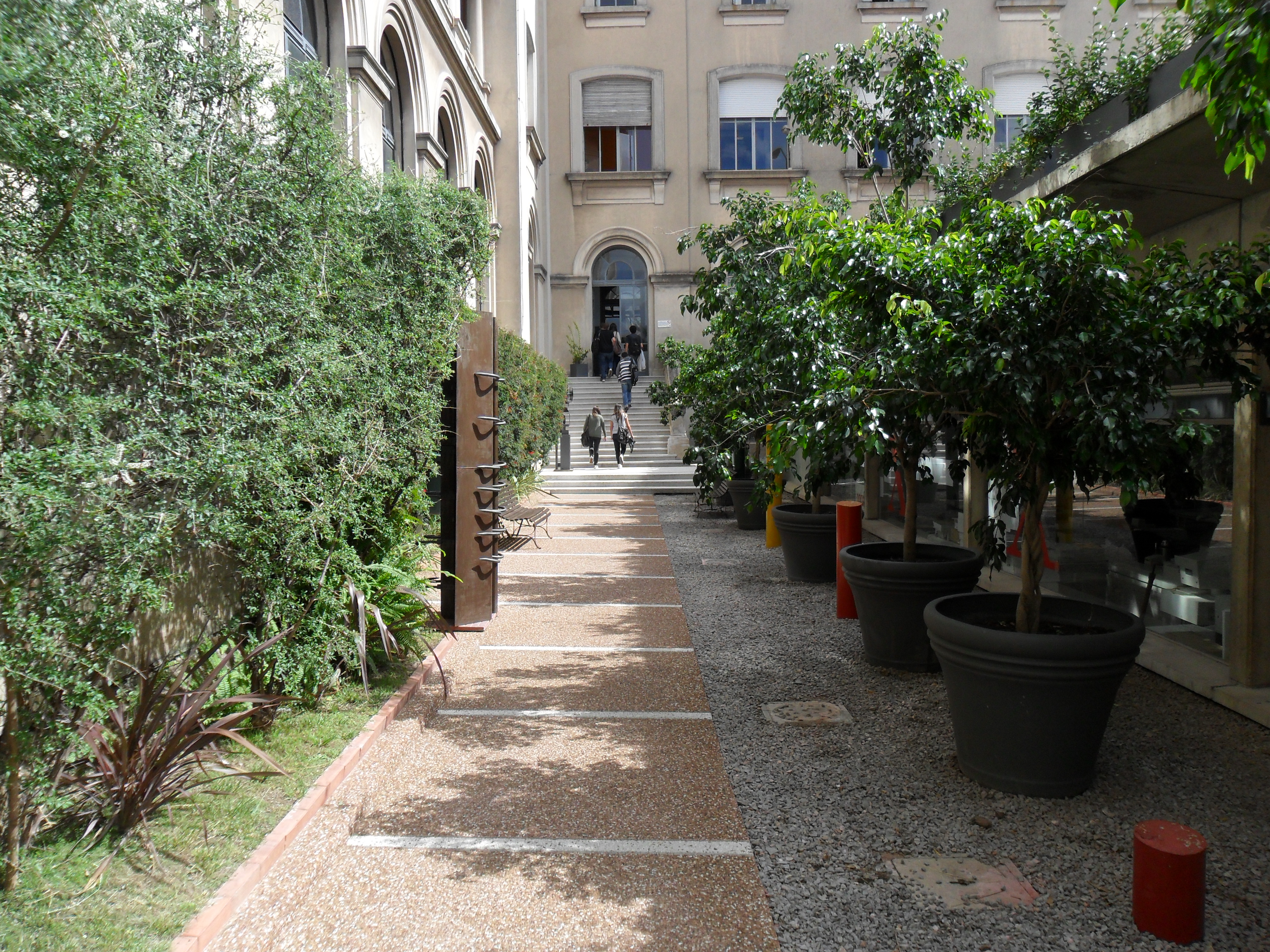
Jardins du Bâtiment Sacré Cœur
Bâtiment Semprún

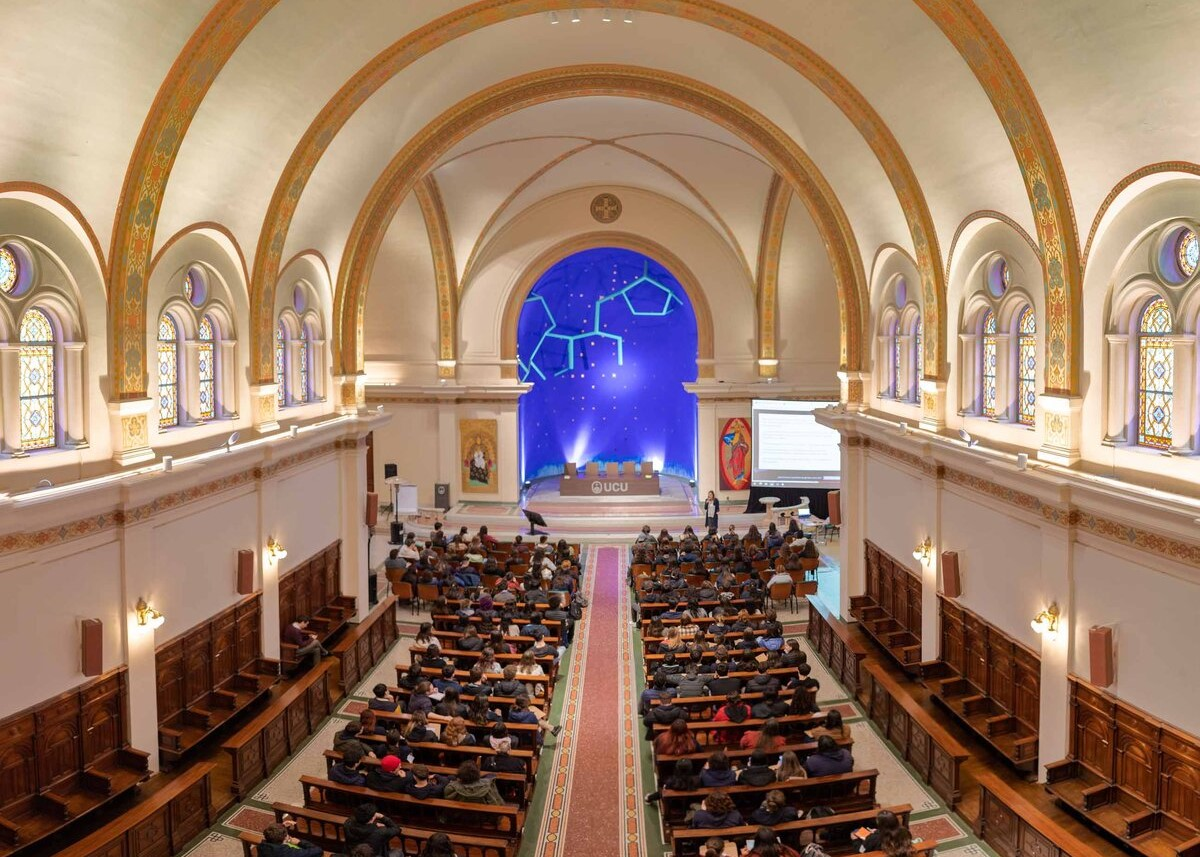
Aula Magna de l'université
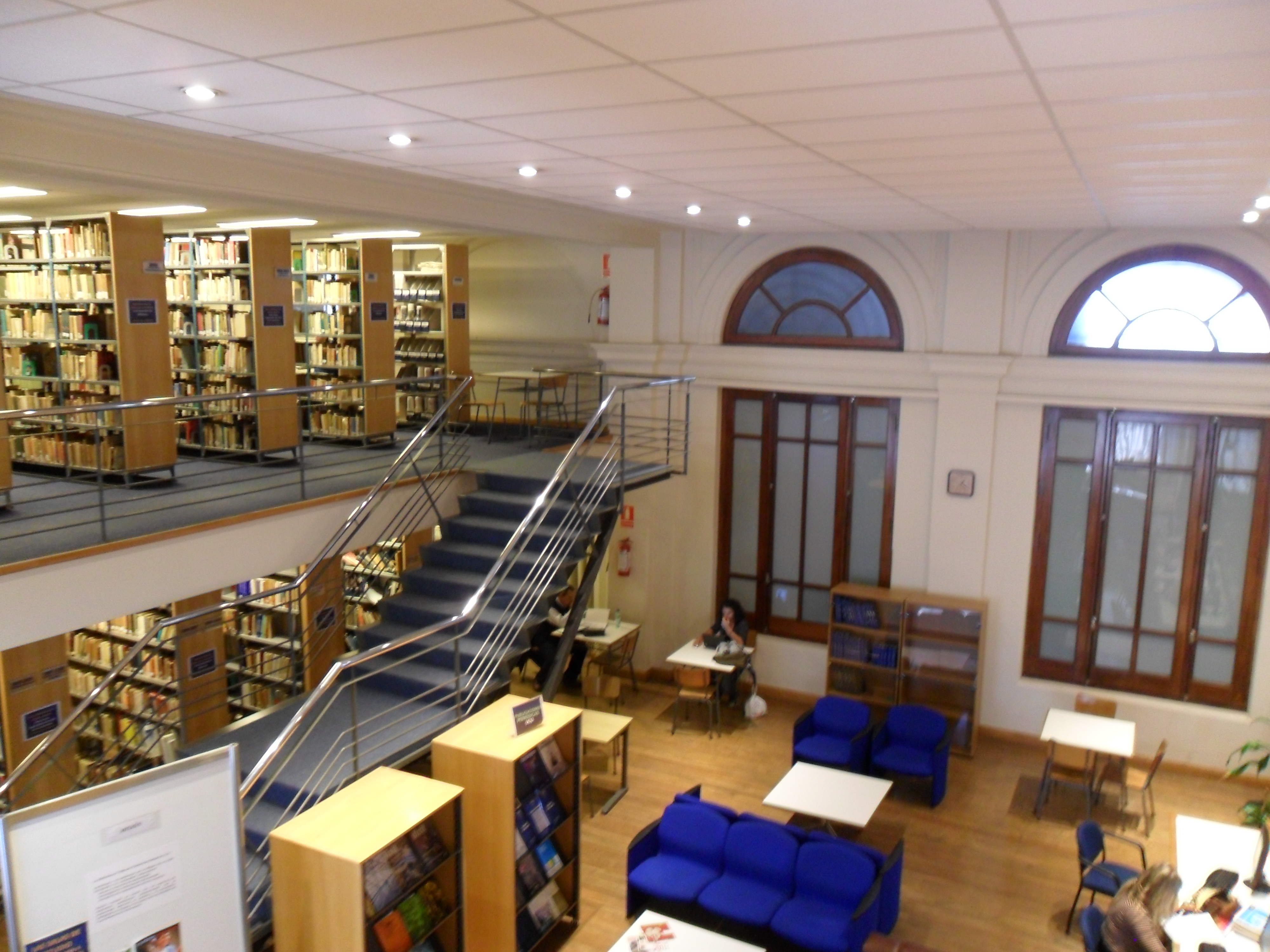
Bibliothèque
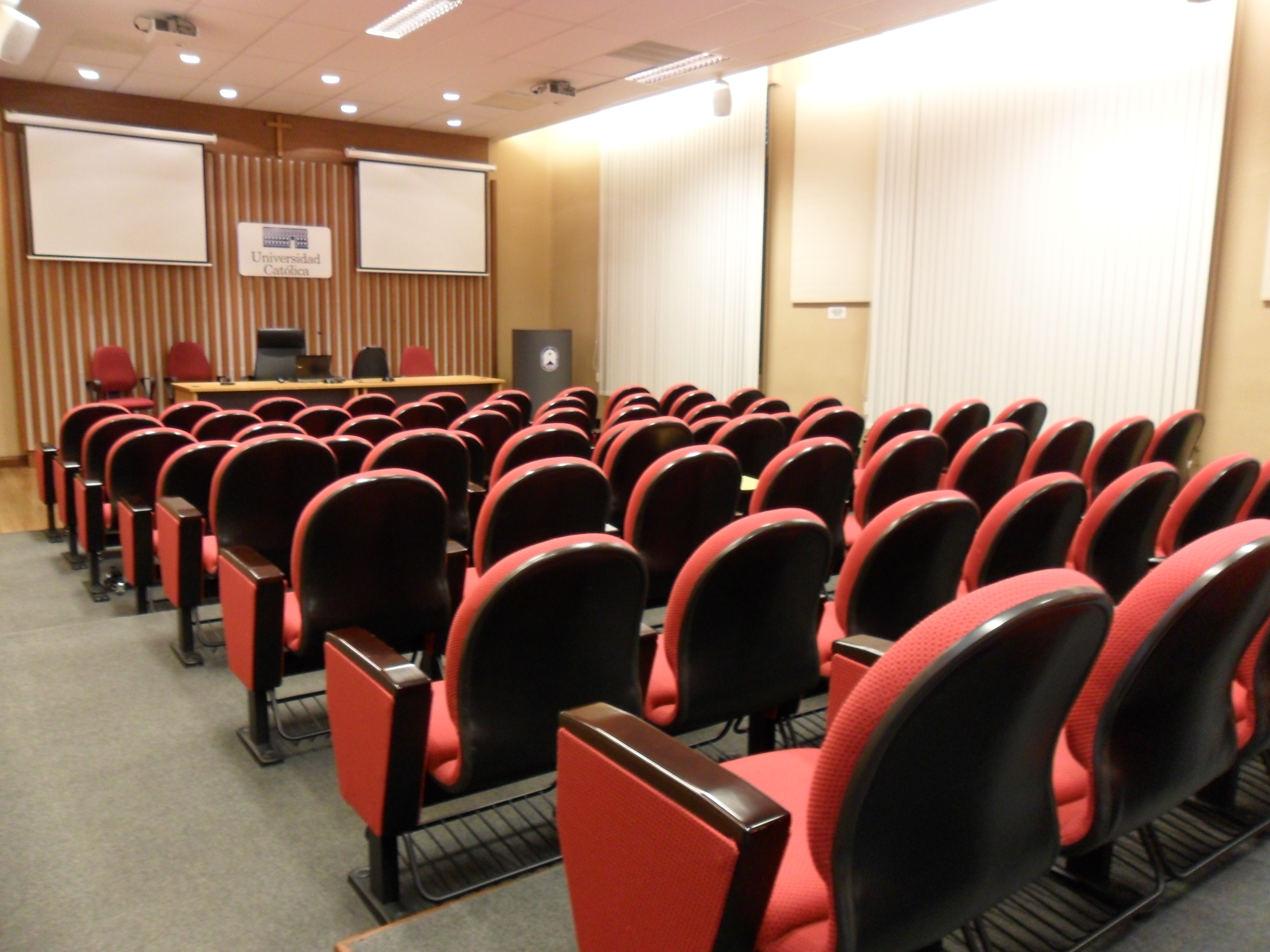
Chambre Bauzá
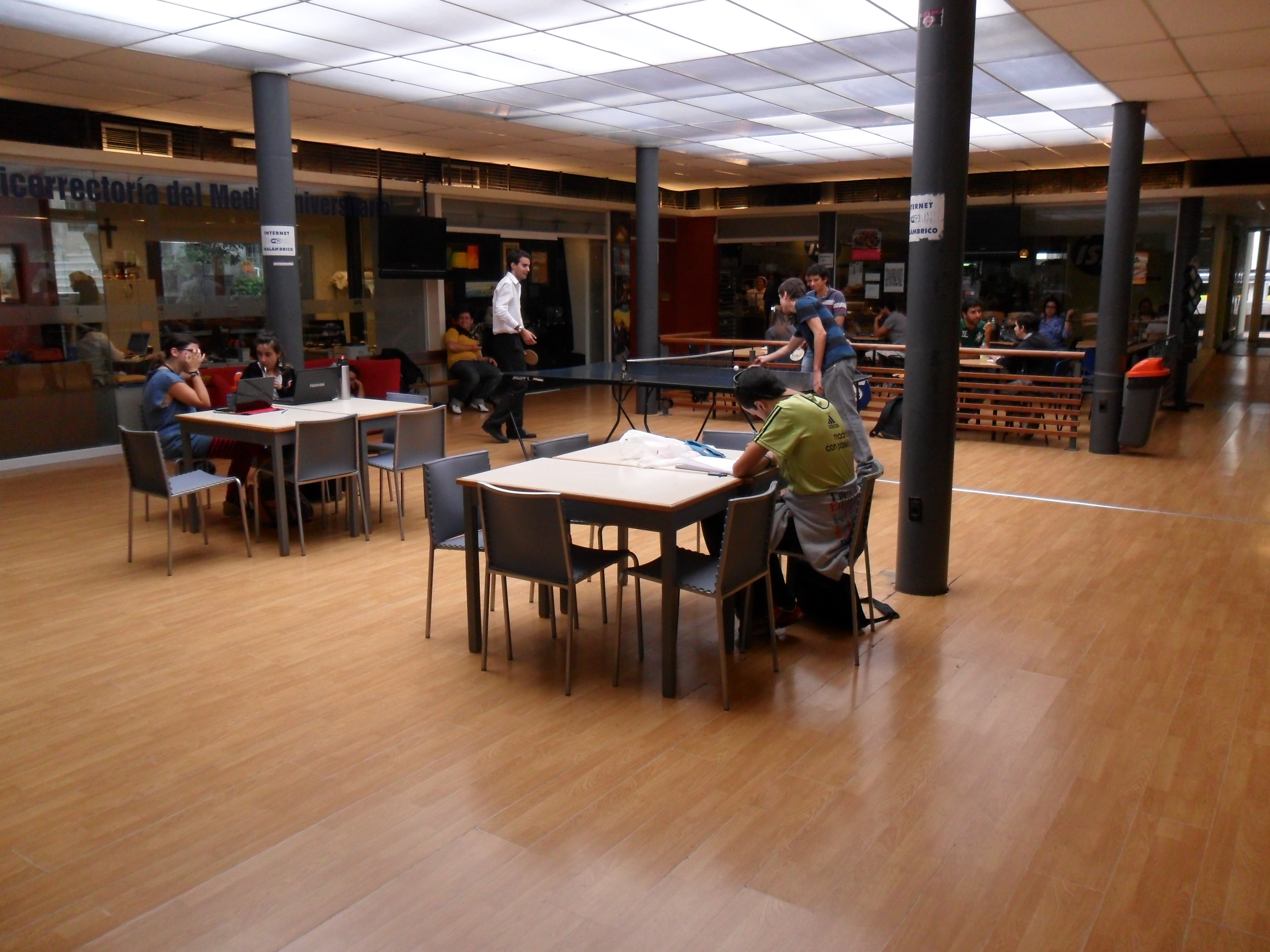
Espaces communs